# Kaution
Kaution er en sikkerhedsform, der er karakteristisk ved, at en person, fysisk eller juridisk, går ind og garanterer en anden persons betaling overfor kreditor; kautionisten indestår altså for, at debitors forpligtelse overfor kreditor opfyldes, således at hvis debitor ikke selv betaler kreditor, så gør kautionisten.
Kaution er ikke en aftale i sædvanlig forstand, idet den kun kræver et løfte fra kautionisten, ikke en accept fra kreditor. I dansk ret findes ikke en kautionslov; så det er aftalelovens bestemmelser, der i hovedsagen regulerer området. Følgelig bindes kautionisten af sit løfte fra kundskabsøjeblikket hos kreditor.
Det egentlige skyldforhold er mellem kreditor (ofte en bank) og hovedmanden, mens kautionisten kun har lovet at træde til og inddække hovedmandens forpligtelse, hvis denne ikke selv betaler.
Man kan opdele de forskellige kautionsformer i to kategorier:
1. Den ene gruppe består af de kautionsformer, der vedrører hæftelsens genstand (altså det, der kautioneres for). Til denne gruppe hører: Fuldstændig kaution, alskyldskaution, begrænset kaution, delkaution, brøkdelskaution, efterkaution og kontrakaution.[4]
2. Den anden gruppe består af de kautioner, hvis form er afgørende for ydelsestidspunktets indtræden (dvs. det tidspunkt, hvor kreditor med rette kan kræve fyldestgørelse af kautionisten). Til denne gruppe hører: Anfordringskaution, selvskyldnerkaution, simpel kaution og tabskaution.[5]

Kautionsaftalen (kautionsløftet) nærmere indhold fortolkes efter almindelige regler, herunder også ugyldighedsreglerne, altså hvis der foreligger en ugyldighedsgrund mellem hovedmanden og kautionisten.
Hvis kautionisten fuldt ud indfrier hovedmandens forpligtelse overfor kreditor, indtræder kautionisten i kreditors ret. Kautionisten har dermed regresret mod hovedmanden. Hvis kautionisten ikke hæfter eller indfrier hele hovedfordringen, gælder andre regler i tilfælde af hovedmandens konkurs.
Kautionisten kan sikre sig ved aftale om kontrakaution, og kreditor kan sikre sig yderligere ved efterkaution og/eller samkaution.

## Kreditsikring
Kaution og pantsætning er de to hyppigst anvendte typer kreditsikring. Kaution giver kreditor personel sikkerhed; hvorimod pant giver kreditor reel sikkerhed. En tredje type kreditsikring er ejendomsforbehold.

## Kautionsretlige love
Til de kautionsretlige love hører disse:
Aftaleloven og Danske Lov (anno 1683) og forsikringsaftaleloven og lov om finansiel virksomhed og gældsbrevsloven og konkursloven samt tinglysningsloven. Hertil kommer lov om afgift af tinglysning og registrering af ejer- og panterettigheder samt værgemålsloven og lov om fremtidsfuldmagter samt selskabsloven og kreditaftaleloven samt vekselloven og kommissionsloven samt retsplejeloven; endvidere også lov om Lønmodtagernes Garantifond og renteloven samt tinglysningsafgiftsloven; endelig findes også AB 18.

## Kaution i strafferetsplejen
Begrebet kaution kendes også indenfor strafferetsplejen i en række lande, hvor tiltalte i straffesager kan undgå varetægtsfængsling, såfremt den tiltalte kan stille sikkerhed for at møde op under den efterfølgende retssag.
I Danmark hjemler Grundlovens § 71, stk. 3 mulighed for, at løslade tiltalte i straffesager mod at stille sikkerhed, og muligheden er tillige skrevet ind i retsplejelovens § 765. Imidlertid sker det meget sjældent, at danske domstole anvender muligheden for at løslade varetægtsarrestanter mod kaution.